# ザグレブ (競走馬)
ザグレブ (Zagreb) はアイルランドの競走馬および種牡馬。馬名の由来はクロアチア共和国の首都「ザグレブ」より。

## 戦績
中長距離を得意とし、キャリア3戦目で挑んだアイリッシュダービーを6馬身差で圧勝するなど活躍した。その年の凱旋門賞で16頭立ての13着に敗れ、キャリア4戦で引退。

### 競走成績
- 1996年（4戦2勝）
  - アイリッシュダービー (G1)

## 種牡馬として
引退後、1997年北海道日高軽種馬農業協同組合門別種牡馬場で種牡馬入りしたが、初年度産駒から不振であった。2002年をもって日本での供用が停止され、故郷のアイルランドへ売却された。
しかし売却後、日本に残された産駒のうち、2003年の暮れにはコスモサンビームが朝日杯フューチュリティステークスを勝利し、2004年にはコスモバルクがクラシック候補生として名乗りをあげ、クラシック勝利こそ成らなかったものの、その2年後には国際GIであるシンガポール航空インターナショナルカップに勝利するという活躍を見せた。

### 産駒の傾向
日本において競走生活を送った産駒に関して言えば、スタミナにこそ恵まれていたが、スピード能力が足りず、サンデーサイレンス系産駒などにスピードで圧倒される競馬が目立った。また、末脚勝負に弱かった事も、特に中央競馬においては不利の要因となった。
日本でも実績のあったシアトリカル直仔の種牡馬で、生産者たちから期待を集めたにもかかわらず初年度産駒は成績不振であった。このため、その後は繁殖牝馬が集まらなくなってしまった事も本馬にとっては不運であった。代表産駒2頭も子馬時代のセリでは特筆すべきほどの評価は得ていない。

### 主な産駒
- コスモサンビーム（朝日杯フューチュリティステークス、スワンステークス、京王杯2歳ステークス）
- コスモバルク（シンガポール航空インターナショナルカップ、弥生賞、セントライト記念、ラジオたんぱ杯2歳ステークス）

### 母の父としての主な産駒
- チャームアスリープ （関東オークス）

## 血統表
| ザグレブの血統ヌレイエフ系 / アウトブリード | ザグレブの血統ヌレイエフ系 / アウトブリード           | ザグレブの血統ヌレイエフ系 / アウトブリード | （血統表の出典）       | （血統表の出典） |
| 父 Theatrical 1982 鹿毛                     | 父の父Nureyev 1977 鹿毛                               | Northern Dancer                             | Nearctic               | Nearctic         |
| 父 Theatrical 1982 鹿毛                     | 父の父Nureyev 1977 鹿毛                               | Northern Dancer                             | Natalma                |                  |
| 父 Theatrical 1982 鹿毛                     | 父の父Nureyev 1977 鹿毛                               | Special                                     | Forli                  | Forli            |
| 父 Theatrical 1982 鹿毛                     | 父の父Nureyev 1977 鹿毛                               | Special                                     | Thong                  |                  |
| 父 Theatrical 1982 鹿毛                     | 父の母*ツリーオブノレッジ Tree of Knowledge 1977 鹿毛 | Sassafras                                   | Sheshoon               | Sheshoon         |
| 父 Theatrical 1982 鹿毛                     | 父の母*ツリーオブノレッジ Tree of Knowledge 1977 鹿毛 | Sassafras                                   | Ruta                   |                  |
| 父 Theatrical 1982 鹿毛                     | 父の母*ツリーオブノレッジ Tree of Knowledge 1977 鹿毛 | Sensibility                                 | Hail to Reason         | Hail to Reason   |
| 父 Theatrical 1982 鹿毛                     | 父の母*ツリーオブノレッジ Tree of Knowledge 1977 鹿毛 | Sensibility                                 | Pange                  |                  |
| 母 Sophonisbe 1981 黒鹿毛                   | 母の父*ウォロー Wollow 1973 黒鹿毛                    | Wolver Hollow                               | Sovereign Path         | Sovereign Path   |
| 母 Sophonisbe 1981 黒鹿毛                   | 母の父*ウォロー Wollow 1973 黒鹿毛                    | Wolver Hollow                               | Cygnet                 |                  |
| 母 Sophonisbe 1981 黒鹿毛                   | 母の父*ウォロー Wollow 1973 黒鹿毛                    | Wichuraiana                                 | Worden                 | Worden           |
| 母 Sophonisbe 1981 黒鹿毛                   | 母の父*ウォロー Wollow 1973 黒鹿毛                    | Wichuraiana                                 | Excelsa                |                  |
| 母 Sophonisbe 1981 黒鹿毛                   | 母の母Southern Seas 1975 黒鹿毛                       | *ジムフレンチ Jim French                    | Graustark              | Graustark        |
| 母 Sophonisbe 1981 黒鹿毛                   | 母の母Southern Seas 1975 黒鹿毛                       | *ジムフレンチ Jim French                    | Dinner Partner         |                  |
| 母 Sophonisbe 1981 黒鹿毛                   | 母の母Southern Seas 1975 黒鹿毛                       | Schonbrunn                                  | Pantheon               | Pantheon         |
| 母 Sophonisbe 1981 黒鹿毛                   | 母の母Southern Seas 1975 黒鹿毛                       | Schonbrunn                                  | Scheherazade F-No.16-c |                  |